# 保良泉ビーチ
保良泉ビーチ（ボラガービーチ）は、宮古島南東部の沖縄県宮古島市城辺字保良にある砂浜。

## 施設
保良泉ビーチには遊戯施設として、湧水プール、スタートプール、渓流下り、着水プール、スイミングプールなどがある。また、3箇所に休憩所がある。

## 保良クバクンダイ鍾乳洞
保良クバクンダイ鍾乳洞（通称パンプキンホール）は保良泉ビーチから東に約500メートルに位置する鍾乳洞である。鍾乳洞周辺は古くからの拝所で、鍾乳洞内には立入禁止区域も設けられている。
2022年（令和4年）8月に沖縄県と自然観察のツアー事業者等の間で「保良クバクンダイ鍾乳洞保全利用協定」が策定され、サンゴの保護のため徒歩での催行を禁じ、カヤックかサップで移動することが取り決められた。